# Morsea kaibabensis
Morsea kaibabensis är en insektsart som beskrevs av Rehn, J.A.G. och H.J. Grant Jr. 1958. Morsea kaibabensis ingår i släktet Morsea och familjen Eumastacidae. Inga underarter finns listade i Catalogue of Life.